# Терлецкий проезд
Терлецкий проезд — улица в восточном административном округе Москвы в районе Ивановское Восточного административного округа между шоссе Энтузиастов и улицей Металлургов. Возникла в 1972 году.

## История
В 1972 году вместе с началом строительства микрорайона Ивановское Терлецкая дубрава была выделена из Измайловского парка. При оборудовании и строительстве микрорайона появилась необходимость в дороге, связующей новостройки с крупной транспортной артерией города шоссе Энтузиастов, а также с возможностью заезда в район со стороны с находящейся южнее улицы Металлургов. В результате в 1972 году появился Терлецкий проезд, получивший своё название в связи с близостью к Терлецкому лесопарку, который в свою очередь так был назван по роду землевладельцев Терлецких (Торлецких), имевших здесь земельные владения со второй половины XVIII века

## Инфраструктура
Западная сторона проезда в средней его части имеет жилую застройку, остальные стороны примыкают к Терлецкому лесопарку. Длина проезда составляет около 800 метров. Движение по проезду двустороннее.